# Get a Clue
Get a Clue (Los detectives en Hispanoamérica y Jóvenes periodistas en España) es una Película Original de Disney Channel protagonizada por Lindsay Lohan, David Collins, Brenda Song, Jonathan Lipnicki, Ian Gomez y Bug Hall que se estrenó en Estados Unidos el 28 de junio de 2002 en Disney Channel.

## Argumento
Lexy Gold (Lindsay Lohan) es una prometedora periodista y reina de la moda que estudia en Manhattan. Junto con su mejor amiga Jennifer, (Brenda Song), Lexy siempre está al acecho de las últimas primicias periodísticas y tendencias de moda. Cuando uno de sus profesores desaparece misteriosamente, Lexy pasa de ser una columnista escolar a ser una decidida reportera de investigación. Y con la ayuda de sus amigos Jennifer, Gabe (Ali Mukaddam) y su astuto redactor Jack (Bug Hall), Lexy se compromete a resolver el misterio. Antes de que se quieran dar cuenta, se encontrarán metidos en una aventura mucho mayor de lo que jamás se imaginaron.

## Reparto
- Lindsay Lohan como Alexandra "Lexi" Gold.
- David Collins como Henry Gold.
- Brenda Song como Jen.
- Jonathan Lipnicki como George.
- Bug Hall como Jack.
- Ian Gomez como Sr. Walker/Nicholas Petrossian.
- Ali Mukaddam como Gabe.
- Dan Lett como Frank.
- Amanda Plummer como Señorita Dawson.
- Charles Shaughnessy como Detective Charles Meaney/Falco Grandville.
- Kim Roberts como Sra. Stern
- Eric Fink como Sr. Goldblum
- Jennifer Pisan como Taylor.
- Sylvia Lennick como Sra. Petrossian
- Cheryl MacInnis como Sra. Sommerville
- Timm Zemanek como Sr. Greenblatt
- Gerry Quigley como Detective Potter.